# 詩琳通南鰍
詩琳通南鰍（學名：Schistura sirindhornae）為輻鰭魚綱鯉形目條鰍科南鰍屬的其中一種。分布於亞洲泰國難府難河流域，拉丁學名sirindhornae是為紀念泰國詩琳通公主60歲生日而命名，體長可達7.9公分，棲息在森林覆蓋、礫石底質的高山河川底層水域，生活習性不明。

## 扩展阅读
維基物種上的相關：詩琳通南鰍